# 진매트릭스
주식회사 진매트릭스(영어: Genematrix, 한국: 109820)는 경기도 성남시에 본사를 둔 분자 진단 서비스를 제공하는 대한민국의 생명공학 기업으로, 코스닥 시장에 상장되어 있다. 주요 서비스는 자체 기술인 제한 단편 대량 다형성(RFMP)을 기반으로 DNA 돌연변이를 진단하는 것이다. 이 회사는 대한민국에서 가장 큰 종양학 센터인 서울대학교 의료원과 제휴하고 있다.

## 역사
진매트릭스는 대한민국의 최대 대기업 중 하나인 CJ제일제당의 전직 직원들이 2000년에 설립한 회사이다.
2001년, 약리유전체학의 선두주자였던 VARIAGENICS, INC.(smtlekr VGNX)는 암 치료를 위한 약물 및 진단법 개발에 유전체 기술을 적용해 온 진매트릭스와 연구 개발 협업을 시작했다. 궁극적인 목표는 대장암 및 위암 치료에 사용되는 주요 약물에 대한 신체의 반응을 예측하는 분자 진단 제품을 개발하는 것이었다. 진매트릭스의 전 CEO 겸 사장인 유왕돈은 VARIAGENICS를 협력 파트너로 선택했다. 그 이유는 "발견에서 상용화에 이르기까지 약물 및 진단법 개발의 모든 단계에 약리유전체학을 적용하는 데 최고의 플랫폼과 전문성을 갖추고 있기" 때문이다.
2002년 12월, 암 정보 및 분석 분야의 선도적 소스인 IMPATH와 다년 계약 계약을 체결하여 한국 환자들에게 실험실 서비스를 제공하였다. 회사의 전 CEO 겸 사장인 유왕돈은 협력을 선택한 것은 "해부 병리학 분야에서 IMPATH의 선도적 위치를 인정했기 때문"이라고 말하였다.

## 연구
진매트릭스의 오랜 연구 중 하나는 탈착식 전기분무 이온화 질량 분석법(DESI-MS)을 이용한 인유두종 바이러스의 신속한 유전자형 분석이다. 이 연구는 자궁경부암 진단을 위해 추출이나 정제와 같은 시료 준비 없이 DESI-MS를 사용하여 HPV DNA를 더 빠르게 검출하는 새로운 접근법이다. 제한효소 단편 질량 다형성(RFMP) 분석에서 올리고뉴클레오타이드를 검출하기 위해 주변 이온화 질량 분석법을 활용하며, 여러 전하를 띠는 올리고뉴클레오타이드 이온의 다른 조합으로부터 어떤 HPV 유전자형을 식별하는 데 사용된다. "스프레이 용매 시스템은 중합효소 연쇄 반응(PCR) 산물의 복합 혼합물을 세척하는 단계에서 작동하여 시료 처리 없이 올리고뉴클레오타이드를 검출할 수 있다."

## 특허
특허 출원 번호 14/353240: 특허 공개 번호 20140308377 - 밀싹 추출물을 유효 성분으로 포함하는 비만 치료 및 예방용 조성물. "이 발명은 이영미, 김대기, 이선희에 의해 개발되었다."

## 내용주
1. ↑  주관사를 삼성증권으로 공모가 8,000원에 코스닥 시장에 상장